# Season Train
「Season Train」（シーズントレイン）とは、1995年10月25日にフォーライフ・レコードから発売されたRAZZ MA TAZZの6枚目のシングル。 

## タイアップ
ブルボン「ピックルEX」CMソング、ニッポン放送『オールナイトニッポン』エンディングテーマに選ばれた。

## チャート成績
前作「夜明け/素敵な君」最高61位を超える28位となりRAZZ MA TAZZの知名度を上げることになった。

## メディアでの披露
1995年10月16日「HEY!HEY!HEY! MUSIC CHAMP」に出演して披露。

## 収録曲
（全作詞：阿久延博、作曲：三木拓次）
1. Season Train [5:03]
編曲：今井裕,RAZZ MA TAZZ
2. 白い夜 [4:28]
編曲：外間隆史,冨田恵一,RAZZ MA TAZZ
3. Season Train（Instrumental） [4:58]